# El anhelo del destino
El anhelo del destino es la segunda parte de la saga de novelas Eraide. Novela de fantasía épica / steampunk, escrita por el autor español Javier Bolado y cuya primera publicación es de noviembre de 2008. La primera edición en español corresponde a Timunmas (Grupo Planeta).

## Sinopsis
Alma sueña con el destino de los hombres. Con el paso incesante del tiempo, el devenir del mundo hará encajar las piezas en el tablero de la existencia.
Adriem vaga sin rumbo por las tierras de Fraiss en busca de cualquier pista que le pueda conducir hasta Eliel. Nuevos aliados y enemigos le saldrán al paso. A todos ellos los une un mismo interés, descubrir la verdad que se esconde tras la Princesa Oscura y que la Historia se empeñó en ocultar.
Mientras el resto del mundo conspira, Gebrah y sus hombres velarán por que el sueño de la hermosa Eliel no se torne en pesadilla.
La canción llega a su fin.
Tan sólo permanece u leve rumor que arrastra el viento. Ha llegado el momento de tomar una decisión. "¿Quién será ella?¿Amará o rasgará nuestros corazones?"

## Recopilatorio
En 2015 se reeditó junto a su precuela, La canción de la Princesa Oscura, en un tomo recopilatorio por parte de Ediciones Babylon.
"Escucha los ecos del pasado"
Adriem Karid, un simple guardia imperial, decide escoltar de regreso a su país a una misteriosa novicia. Sin embargo, ambos forman parte de un antiguo juego en el que son piezas movidas por el destino. Una aventura que los llevará a buscar la verdad allá donde esta se esconde: en el corazón mismo de la leyenda.
| Primera edición | Nº de ediciones | Páginas | Formato             |
| --------------- | --------------- | ------- | ------------------- |
| 2015            | 3               | 440     | Rústica con solapas |